# José Antonio Escudero López
José Antonio Escudero López (Barbastre, 12 d'octubre de 1936) és un historiador i polític aragonès, antic senador i eurodiputat.

## Biografia
Després de doctorar-se en Dret per la Universitat Complutense de Madrid el 1965, després d'estudiar a la Universitat de Saragossa i a la Universitat de Santiago de Compostel·la. Va ser becari dos anys al Deutscher Akademischer Austauschdienst a les Universitats de Bonn i Colònia. En el curs 1964-65 va ampliar estudis a la London School of Economics and Political Science, i el 1969 a l'Institut für europäische Rechtsgeschichte de la Universitat de Viena, en la Facultat de Dret de la Universitat de Götingen i en el Svenska Institutet de la Universitat d'Estocolm. El 1973 fou secretari general de la Universitat Internacional Menéndez Pelayo de Santander i va exercir com a professor fins a aconseguir per oposició les càtedres a diverses universitats d'Extremadura, Madrid, País Basc i en l'actualitat en la UNED, com a Catedràtic de la Història del Dret.
La seva tasca docent es va estendre amb la fundació de Cursos d'Estiu a la Universitat Complutense (1988) i la Universitat d'Almeria (1990), així com la fundació de l'Institut d'Història de la Intolerància en la UNED o l'Institut d'Història de la Inquisició.
Com a escriptor i editor d'obres sobre història ha estat guardonat amb diversos premis, com el Premi Nacional de Literatura Menéndez Pelayo, antecessor de l'actual Premio Nacional de Historia de España en dues ocasions (1969 i 1979).
Fou escollit senador per la província d'Osca dins els files de la UCD a les eleccions generals espanyoles de 1977, així com eurodiputat a les eleccions al Parlament Europeu de 1989 dins les llistes del Centro Democrático y Social (CDS) i a les de 1994 dins les llistes del Partit Popular, en el que s'havia integrat després de la crisi del CDS.
Des de 2008 és Membre Numerari de la Reial Acadèmia de la Història d'Espanya.
José Antonio Escudero ha guanyat en 2009 el Premi Nacional d'Història que concedeix el Ministeri de Cultura amb un enfocament acadèmic i rigorós i una valoració independent i objectiva de la institució monàrquica basant-se sempre en els documents disponibles i en el saber jurídic i historiogràfic acumulat per més de trenta professors i catedràtics que han contribuït per crear l'obra El Rey. Historia de la Monarquía.
Al maig del 2010 se li va tornar a atorgar el nomenament de Doctor Honoris causa.
Al juliol de 2010 va dirigir el curs d'estiu de la Universitat de Saragossa titulat Aragón en la Monarquia Hispánica dins d'una sèrie de congressos organitzats al costat de la DGA.

## Obres
- Los Secretarios de Estado y del Despacho, 1976.
- Los orígenes del Consejo de Ministros en España, 1979.
- Curso de Historia del Derecho, 1985.
- Historia del Derecho. Historiografía y problemas, 1988.
- La Real Junta Consultiva de Gobierno, 1997.
- Los cambios ministeriales a finales del Antiguo Régimen, 1997.
- Administración y Estado en la España Moderna, 1999.
- Felipe II: el rey en el despacho, 2002.
- Escudero: hombre y leyenda.
- El Rey. Historia de la Monarquía, 2009.